# Renault 30
Renault 30 byl francouzský automobil vyráběný automobilkou Renault mezi lety 1975 a 1984. Konstrukčně a až na přední světlomety i vzhledově se velmi podobá Renaultu 20. Renault 30 byl představen na ženevském autosalonu v roce 1975. Je to první poválečný automobil značky Renault, který má více než 4 válce, byl to jeden z prvních šestiválců (společně s Peugeotem 604 a Volvem 264). Maximální rychlost byla 185 km/h